# Kreis Beckum
Der Kreis Beckum war ein von 1816 bis 1974 bestehender Kreis im Regierungsbezirk Münster. Mit jenem gehörte er zunächst zur preußischen Provinz Westfalen und seit 1946 zu Nordrhein-Westfalen. Von 1953 bis 1969 lautete seine Bezeichnung Landkreis Beckum. Kreisstadt war Beckum.

## Geographie

### Lage
Der Kreis lag im südöstlichen Münsterland und wurde im Süden von der Lippe begrenzt. Außer Beckum fanden sich hier die Städte Ahlen, Oelde, Sendenhorst und Heessen.

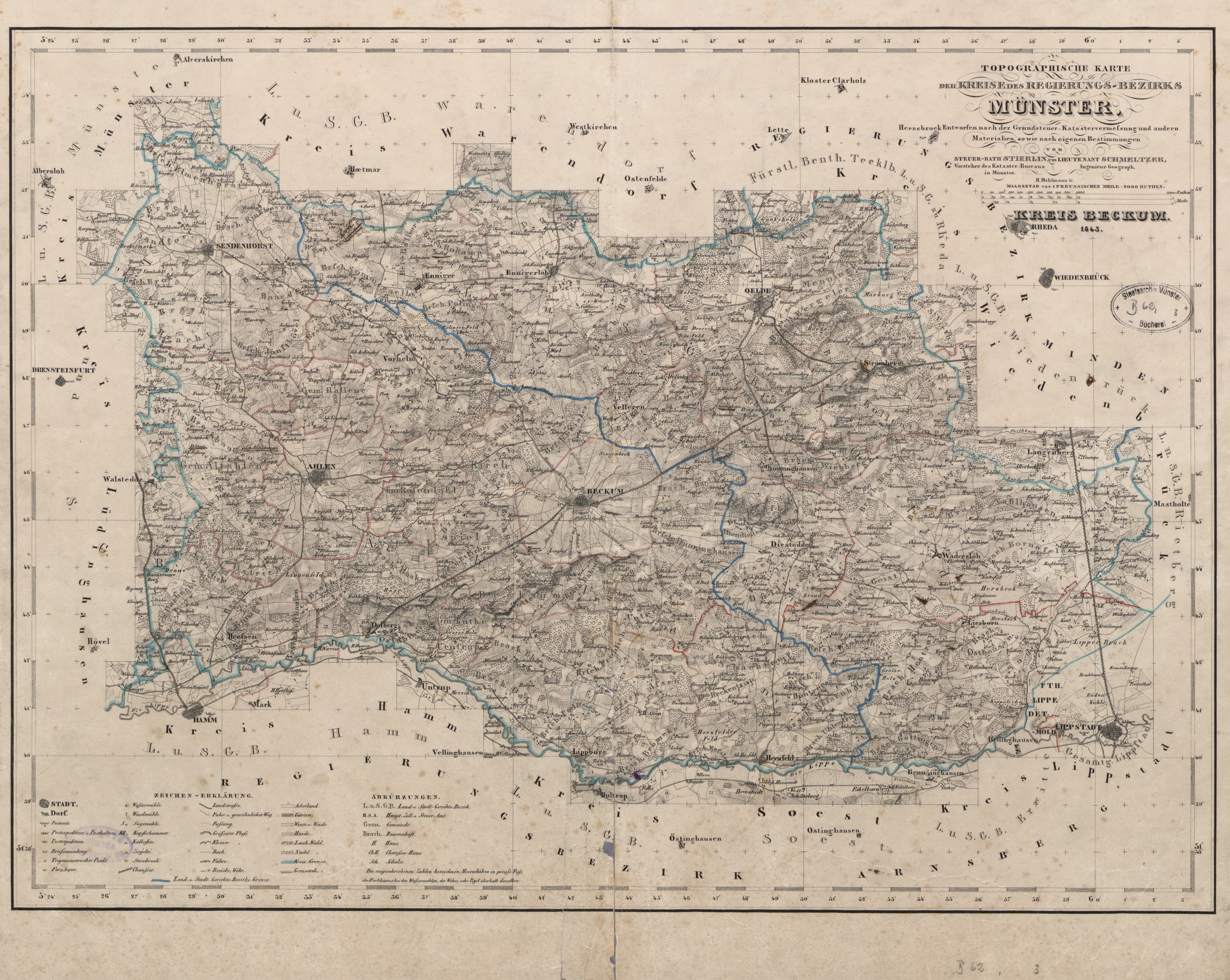
Der Kreis Beckum im Jahr 1843

### Nachbarkreise
Der Kreis Beckum grenzte 1972 im Uhrzeigersinn im Norden beginnend an die Kreise Warendorf, Wiedenbrück, Lippstadt, Soest und Unna, an die kreisfreie Stadt Hamm sowie an die Kreise Lüdinghausen und Münster.

## Geschichte

### Gründung
Der Reichsdeputationshauptschluss von 1803 führte zur Auflösung des Hochstifts Münster. Der östliche Teil des Münsterlandes fiel an das Königreich Preußen und bildete fortan das Fürstentum Münster. Das Fürstentum wurde am 1. Januar 1804 durch eine preußische Verfügung in vier Kreise eingeteilt. Neben den Kreisen Lüdinghausen, Münster und Warendorf wurde der Kreis Beckum eingerichtet. Zu ihm gehörten anfänglich die Städte Ahlen, Beckum, Drensteinfurt, Oelde und Stromberg sowie die Kirchspiele Altahlen, Beckum, Diestedde, Dolberg, Drensteinfurt, Enniger, Ennigerloh, Herzfeld, Liesborn, Lippborg, Lütke Uentrup, Neuahlen, Oelde, Ostenfelde, Stromberg, Sünninghausen, Vellern, Vorhelm, Wadersloh und Westkirchen. Erster Landrat des Kreises Beckum wurde Wilhelm Christian Franz von Nagel. Nach seinem Tod im Jahre 1805 folgte ihm Clemens von Oer nach.
Bei einer Neugliederung der Kreise im Erbfürstentum Münster wurde der Kreis Beckum am 1. Juni 1806 um die Kirchspiele Bockum, Heessen, Hövel und Walstedde aus dem aufgelösten Kreis Lüdinghausen erweitert. Noch im selben Jahr wurde das Münsterland von Napoleon besetzt. 1808 wurde das Gebiet des Erbfürstentums Münster dem Großherzogtum Berg zugeordnet, das eine völlig neue Verwaltungsstruktur nach französischem Vorbild schuf. Die Franzosenzeit dauerte im Münsterland bis zum Einmarsch preußischer Truppen im Herbst 1813.
Durch die Bestimmungen des Wiener Kongresses fiel das Münsterland 1815 endgültig an Preußen und wurde Teil der neuen Provinz Westfalen. Im Rahmen der Kreiseinteilung des Regierungsbezirks Münster wurde zum 10. August 1816 wieder ein Kreis Beckum gebildet. Nach seiner Gründung war der Kreis bis 1843 in die sechs Bürgermeistereien Ahlen, Beckum, Liesborn, Oelde, Vorhelm und Sendenhorst eingeteilt. Mit der Einführung der Landgemeinde-Ordnung für die Provinz Westphalen wurden in den Jahren 1843 und 1844 die Bürgermeistereien in Ämter überführt.
Das Amt Sendenhorst, bestehend aus der Stadt Sendenhorst und der Gemeinde Kirchspiel Sendenhorst, hatte nur kurzzeitig Bestand und wurde 1851 wieder aufgelöst. Die Stadt Sendenhorst war seitdem amtsfrei und die Gemeinde Kirchspiel Sendenhorst kam zum Amt Vorhelm. Der Kreis war danach zunächst in drei amtsfreie Städte sowie sechs Ämter mit 20 amtsangehörigen Städten und Gemeinden gegliedert:
| Amt       | Gemeinden                                                             |
| --------- | --------------------------------------------------------------------- |
| amtsfrei  | Ahlen, Beckum und Sendenhorst                                         |
| Ahlen     | Altahlen, Dolberg, Heessen und Neuahlen                               |
| Beckum    | Kirchspiel Beckum, Lippborg, Lütke Uentrup, Sünninghausen und Vellern |
| Liesborn  | Herzfeld und Liesborn                                                 |
| Oelde     | Ennigerloh, Oelde (Stadt), Kirchspiel Oelde und Stromberg             |
| Vorhelm   | Enniger, Kirchspiel Sendenhorst und Vorhelm                           |
| Wadersloh | Diestedde und Wadersloh                                               |

### Änderungen der Verwaltungsstruktur
In der Folgezeit kam es mehrfach zu Änderungen der Verwaltungsstruktur:
- Von 1858 bis 1864 bildete die Gemeinde Heessen ein eigenes Amt.[10]
- Am 1. April 1898 wurde die Gemeinde Benteler durch Ausgliederung aus Wadersloh neu gebildet.[11]
- Am 1. April 1899 wurde die Gemeinde Neubeckum durch Ausgliederung aus Ennigerloh neu gebildet.[12]
- Die Gemeinden Neubeckum und Ennigerloh wurden 1910 zu eigenen Ämtern erhoben.[7]
- Das Amt Ahlen wurde 1914 wegen der Verlegung seines Amtssitzes nach Heessen in Amt Heessen umbenannt. Dieses Amt wurde 1921 in das Amt Ahlen, bestehend aus Altahlen, Dolberg und Neuahlen, sowie das Amt Heessen, bestehend aus der Gemeinde Heessen, aufgeteilt.[7]
- Die Gemeinde Lütke Uentrup wurde 1930 nach Lippborg eingemeindet.[13]
- Die Ämter Ennigerloh und Neubeckum wurden 1930 zum Amt Ennigerloh-Neubeckum vereinigt.[7]
- Die Ämter Liesborn und Wadersloh wurden 1931 zum Amt Liesborn-Wadersloh vereinigt.[7]
- Das Amt Heessen wurde 1934 aufgehoben. Heessen war seitdem eine amtsfreie Gemeinde.[7]
- Das Amt Ennigerloh-Neubeckum wurde 1952 aufgelöst. Ennigerloh und Neubeckum waren seitdem amtsfrei.[14][15]
- Aus der bis dahin amtsfreien Stadt Sendenhorst und der bis dahin zum Amt Vorhelm gehörenden Gemeinde Kirchspiel Sendenhorst wurde 1955 das Amt Sendenhorst gegründet.[7]
- Heessen erhielt am 28. April 1964 das Stadtrecht.[16]

Der Kreis Beckum besaß von 1955 bis 1967 die folgende Verwaltungsstruktur:
| Amt                | Gemeinden                                              |
| ------------------ | ------------------------------------------------------ |
| amtsfrei           | Ahlen, Beckum, Ennigerloh, Heessen und Neubeckum       |
| Ahlen              | Altahlen, Dolberg und Neuahlen                         |
| Beckum             | Kirchspiel Beckum, Lippborg, Sünninghausen und Vellern |
| Liesborn-Wadersloh | Benteler, Diestedde, Herzfeld, Liesborn und Wadersloh  |
| Oelde              | Oelde (Stadt), Kirchspiel Oelde und Stromberg          |
| Sendenhorst        | Kirchspiel Sendenhorst und Sendenhorst (Stadt)         |
| Vorhelm            | Enniger und Vorhelm                                    |

1968 begann eine Reihe von Gebietsreformen, die den Kreis Beckum betrafen. Zunächst wurde zum 1. Januar 1968 die Gemeinde Kirchspiel Sendenhorst in die Stadt Sendenhorst eingemeindet. Das Amt Vorhelm wurde aufgelöst. Seine Gemeinden Enniger und Vorhelm kamen zum Amt Sendenhorst.
Durch das Soest/Beckum-Gesetz und das Ahlen-Gesetz wurden am 1. Juli 1969 Altahlen, Dolberg und Neuahlen in die Stadt Ahlen eingemeindet, Vellern und Kirchspiel Beckum in die Stadt Beckum eingemeindet sowie Lippborg und Herzfeld an die neue Gemeinde Lippetal im Kreis Soest abgegeben. Die Ämter Ahlen und Beckum wurden aufgelöst.
Am 1. Oktober 1969 wurde aus dem Landkreis der Kreis Beckum.
Am 1. Januar 1970 wurden die Gemeinden Kirchspiel Oelde und Sünninghausen zusammen mit der Gemeinde Lette aus dem Kreis Wiedenbrück in die Stadt Oelde eingemeindet. Gleichzeitig wurde die Gemeinde Benteler in die Gemeinde Langenberg des Kreises Wiedenbrück eingemeindet. Der Kreis Beckum besaß seitdem bis zu seiner Auflösung die folgende Verwaltungsstruktur:
| Amt                | Gemeinden                                        |
| ------------------ | ------------------------------------------------ |
| amtsfrei           | Ahlen, Beckum, Ennigerloh, Heessen und Neubeckum |
| Liesborn-Wadersloh | Diestedde, Liesborn und Wadersloh                |
| Oelde              | Oelde und Stromberg                              |
| Sendenhorst        | Enniger, Sendenhorst und Vorhelm                 |

Am 1. Januar 1975 kam es im Rahmen des Münster/Hamm-Gesetzes zur Auflösung des Kreise Beckum und zur abschließenden Neugliederung des westlichen Münsterlandes:
- Beckum und Neubeckum wurden zur neuen Stadt Beckum zusammengeschlossen.
- Enniger sowie Ostenfelde und Westkirchen aus dem alten Kreis Warendorf wurden nach Ennigerloh eingemeindet.
- Albersloh aus dem Kreis Münster wurde in die Stadt Sendenhorst eingemeindet.
- Vorhelm wurde in die Stadt Ahlen eingemeindet.
- Stromberg wurde in die Stadt Oelde eingemeindet.
- Diestedde, Liesborn und Wadersloh wurden zur neuen Gemeinde Wadersloh zusammengeschlossen.
- Heessen wurde Teil der kreisfreien Stadt Hamm.
- Die Ämter Liesborn-Wadersloh, Oelde und Sendenhorst wurden aufgelöst.
- Ahlen, Beckum, Ennigerloh, Oelde, Sendenhorst und Wadersloh in ihren neuen Grenzen wurden in den neuen Kreis Warendorf eingegliedert.

### Kreisarchiv
1967 wurde in den Räumen der früheren Abtei Liesborn das Kreisarchiv eingerichtet. Daraus ging 1975 das Kreisarchiv Warendorf hervor. Es bewahrt die historischen Unterlagen des Kreises Beckum.

## Einwohnerentwicklung
| Jahr | Einwohner | Quelle |
| ---- | --------- | ------ |
| 1819 | 030.619   | [ 20 ] |
| 1832 | 032.566   | [ 5 ]  |
| 1858 | 037.988   | [ 21 ] |
| 1871 | 039.018   | [ 22 ] |
| 1880 | 042.241   | [ 22 ] |
| 1890 | 045.248   | [ 23 ] |
| 1900 | 052.590   | [ 23 ] |
| 1910 | 063.800   | [ 23 ] |
| 1925 | 088.185   | [ 23 ] |
| 1939 | 096.170   | [ 23 ] |
| 1950 | 135.785   | [ 23 ] |
| 1960 | 151.800   | [ 23 ] |
| 1970 | 165.600   | [ 24 ] |
| 1973 | 174.800   | [ 25 ] |

## Politik

### Ergebnisse der Kreistagswahlen ab 1946
In der Liste werden nur Parteien und Wählergemeinschaften aufgeführt, die mindestens zwei Prozent der Stimmen bei der jeweiligen Wahl erhalten haben.
Stimmenanteile der Parteien in Prozent
| Jahr | CDU  | SPD  | FDP | BHE | DZP  | KPD |
| ---- | ---- | ---- | --- | --- | ---- | --- |
| 1946 | 56,2 | 29,5 |     |     | 07,5 | 6,6 |
| 1948 | 42,6 | 34,2 | 1,3 |     | 16,4 | 5,5 |
| 1952 | 44,8 | 29,5 | 5,5 | 8,5 | 08,9 | 2,8 |
| 1956 | 47,3 | 34,5 | 6,2 | 4,9 | 07,1 |     |
| 1961 | 51,8 | 34,0 | 5,7 | 4,3 | 04,2 |     |
| 1964 | 55,2 | 37,8 | 5,9 |     |      |     |
| 1969 | 57,6 | 38,7 | 3,7 |     |      |     |

### Landräte
- 1804–1805 Wilhelm Christian Franz von Nagel
- 1805–1807 Clemens von Oer
- 1816–1827 Clemens von Oer
- 1827–1828 Georg von Stuckrad
- 1829–1848 Karl von Merveldt
- 1848–1873 Ferdinand von Korff gen. Schmising-Kerssenbrock
- 1873–1880 Werner Schotte
- 1880–1885 Oskar von Moeller-Lilienstern
- 1885–1891 Hermann Leo Knickenberg
- 1891–1899 Georg Hoffmann
- 1899–1922 Karl Bahlmann
- 1922–1933 Carl Fenner von Fenneberg
- 1933–1944  Hans Gärtner
- 1945 (April–Mai) Engelbert Maria Illigens
- 1945 (Mai–Juli)  Franz Hackethal
- 1945–1946 Georg Graf Droste zu Vischering
- 1946–1958   Franz Luster-Haggeney
- 1958–1960 Rudolf Hirschmann
- 1961–1962   August Grothues
- 1962–1974   Theodor Frisch

### Oberkreisdirektoren
(Quelle:)
- 1946–1950 Bernhard Klockenbusch
- 1950–1967 Wilhelm Löer
- 1967–1974 Winfried Schulte (danach OKD Warendorf)

## Kfz-Kennzeichen
Am 1. Juli 1956 wurde dem damaligen Landkreis bei der Einführung der bis heute gültigen Kfz-Kennzeichen das Unterscheidungszeichen BE zugewiesen. Es wurde bis zum 31. Dezember 1974 ausgegeben. Seit dem 22. April 2014 ist es aufgrund der Kennzeichenliberalisierung im Kreis Warendorf erhältlich.